# Ignobel-díj

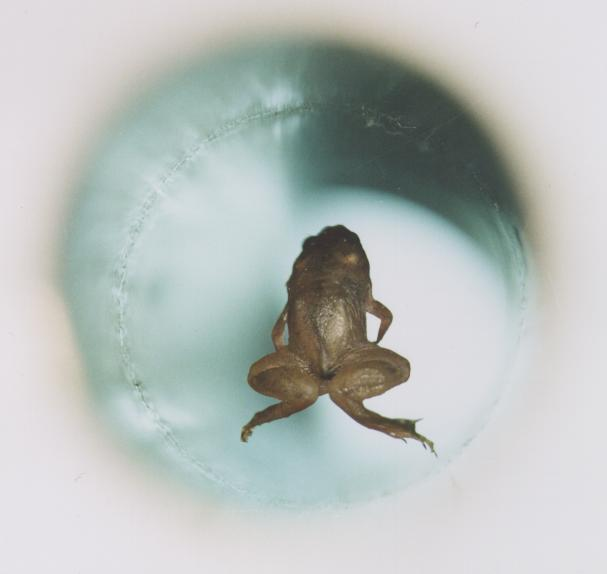
Lebegő béka – A béka mágneses térben való lebegtetéséért André Geim (Nijmegeni Egyetem) és Michael Berry (Bristoli Egyetem) 2000-ben elnyerte a fizikai Ig Nobel-díjat.

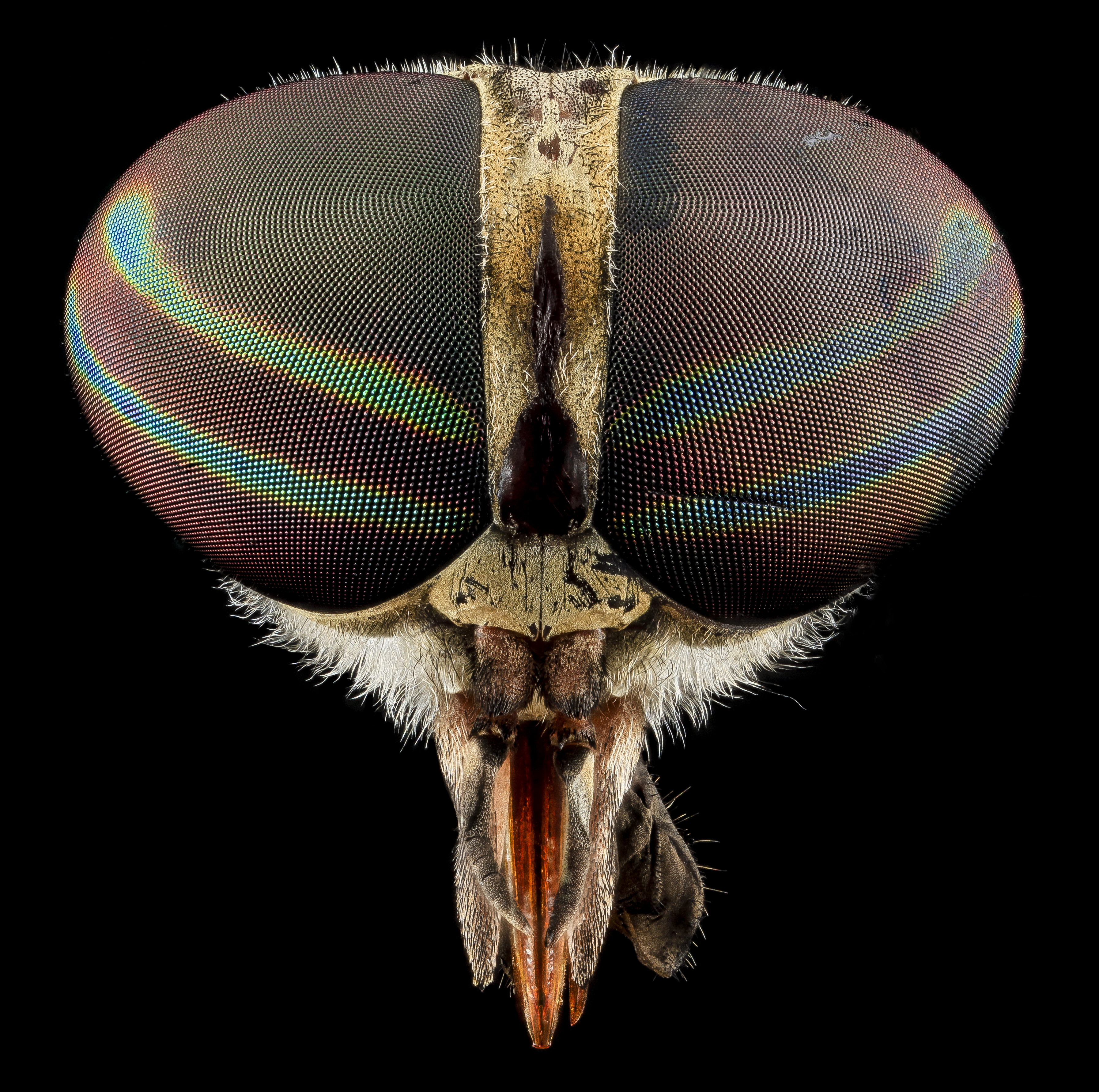
2016-ban a fizikai Ignobel-díj díjazottjai a fénypolarizáció különböző jelenségeire mutattak rá, amikor azt kutatták, miért nem kedvelik a bögölyök a fehér szőrű lovakat

Az Ignobel-díj (Ig Nobel award: alantas, fölösleges, semmire sem való, kiejtése: [ɪg nəʊ bɛl]) a Nobel-díj paródiája. Nevével a valódi Nobel-díjra kívántak reflektálni. A nemzetközi tudományos élet azon szereplői részesülhetnek benne, akiknek tevékenysége értelmetlen felfedezésekhez, használhatatlan találmányokhoz vagy  mulatságos javaslatokhoz vezetett. Az alapszabály szerint olyan kutatással lehet elnyerni, amelyet nem lehet vagy nem érdemes megismételni. A legnevesebb tudományos kitüntetés komolytalanabb változatát azok a kutatók érdemelhetik ki, akik eredményei egyszerre késztetnek nevetésre és gondolkodásra is.
A díjat rendszeresen komoly kutatók kapják mulatságos, ám érdekes kutatásokért. 2010-ben Sir Andre Geim Nobel-díjat kapott a grafén körében végzett kutatásaiért, így ő lett az első kutató, aki IgNobel és Nobel-díjat is kapott.

## Díjkiosztó
A díjazottakat az Annals of Improbable Research című tudományos vicclap szerkesztőgárdája néhány harvardi – egyetemi és főiskolai – egyesülettel együttműködve választja ki. A nyertesek a Harvard Egyetemen egy látványos gálán vehetik át jutalmukat igazi Nobel-díjasoktól. A díjjal pénzjutalom nem jár, a díjazottak saját költségükön vesznek részt a díjátadón (ha megjelennek).

## Az eddigi díjazottak

### 2019
A 2019-es, 29. IgNobel díjátadásra 2019. szeptember 12-én a Harvard Egyetemen került sor. Az eseményről videófelvétel készült.
Patricia Yang és David Hu 2015 után a második Ignobel-díjukat nyerték.
| Kategória           | Díjazott | Ország                                                                       | A díj indoklása |
| ------------------- | --- | ---------------------------------------------------------------------------- | --- |
| Orvosi díj          | Silvano Gallus Cristina Bosetti Eva Negri Renato Talamini Maurizio Montella Ettore Conti Silvia Franceschi Carlo La Vecchia | Olaszország · Hollandia                                                      | A kutatócsoport a pizzafogyasztás kedvező élettani hatását vizsgálta. Megfigyeléseik szerint a pizza csökkenti egyes ráktípusok kialakulásának esélyét, illetve csökkenti a szív- és érrendszeri megbetegedések kockázatát – abban az esetben, ha eredeti olasz pizzáról van szó. Erről három komoly orvosi szaklapban is publikáltak cikket. Mivel a pizza a legnépszerűbb olasz étel, és a mediterrán konyhát képviselő alapanyagokból készül, a kimutatott pozitív összefüggés is a mediterrán étrendhez kötődhet.           |
| Orvosi oktatás díja | I. Martin Levy Karen W. Pryor Theresa R. McKeon                                                                             | USA                                                                          | Az állatok tanításánál alkalmazott klikkeres tanítás módszerét alkalmazták ortopéd sebészek képzésénél. A gyakorlati sebészképzésben sok esetben komoly problémát jelent az idősebb szakemberek és a fiatal orvosok közti konfliktushelyzet, ilyen stresszel teli helyzetben nehezebb a módszerek elsajátítása. A klikkeres oktatás során pozitív megerősítést kaptak a sebészhallgatók, s az így elsajátított ismereteket sokkal pontosabban tudták alkalmazni, mint a hagyományos, demonstrációs oktatás módszerével tanulók. |
| Biológiai díj       | Ling-Jun Kong Herbert Crepaz Agnieszka Górecka Aleksandra Urbanek Rainer Dumke Tomasz Paterek                               | Szingapúr · Kína · Németország · Ausztrália · Lengyelország · USA · Bulgária | A csótányok mágneses tulajdonságainak vizsgálata közben azt mérték fel, hogyan hat a mágneses tér az élő illetve az elpusztult csótányokra. Az eredményeik megerősítették azt a feltételezést, hogy a csótányok valamilyen módon érzékelhetik a földmágnességet, és az élők ezt használhatják is a tájékozódásuk során. |
| Anatómiai díj       | Roger Mieusset és Bourras Bengoudifa                                                                                        | Franciaország                                                                | A kutatásukban arra keresték a választ, hogy a férfiak jobb és bal heréje közti hőmérséklet-különbség miként alakul pucér, illetve felöltözött állapotban. A herezacskó fő funkciója az, hogy biztosítsa a herék alacsonyabb hőmérsékletét, amely hőmérséklet a termékenységre van hatással. Az eredmények szerint a bal here hőmérséklete minden esetben magasabb, de ruhában még tovább növekszik. |
| Kémiai díj          | Shigeru Watanabe Mineko Ohnishi Kaori Imai Eiji Kawano Seiji Igarashi                                                       | Japán                                                                        | Az 5 éves gyerekek napi nyáltermelésének mennyiségét mérték fel. Az eredményeik szerint az átlag 5 éves naponta fél liternyi nyálat termel, legnagyobb részét evés során. |
| Mérnöki díj         | Iman Farahbakhsh | Irán                                                                         | A csecsemők pelenkacseréjét és alfelük mosását-szárítását végző automatát szerkesztett és szabadalmaztatott. A masina gyorsan és biztonságosan elvégzi a feladatot. A szerkezet különösen fontos segítség lehet olyan testi fogyatékkal élő szülő számára, aki egyedül nem tudná egyébként ezt a hétköznapi feladatot ellátni, s ráadásul higiénikusabb is a „hagyományos” kézi pelenkacsere módszerénél. |
| Közgazdasági díj    | Habip Gedik, Timothy A. Voss, Andreas Voss                                                                                  | Törökország · Hollandia · Németország                                        | Azt vizsgálták, hogy mely ország bankjegyeire tapad a legtöbb életképes baktérium. Az eredményeik szerint a román lej tartotta meg a leghosszabb időn át a fertőzőképes kórokozókat, ebben a bankjegy gyártása során biztonsági elemként hozzáadott műanyag a ludas. Számos ország bankjegyét készítik ma már speciális, hamisítást megakadályozó műanyagból (ezek a pénzek tartósabbak is), s a műanyag mennyiségével összefüggően nő az életképes kórokozók száma is a bankjegyeken.                                          |
| Béke IgNobel        | Ghada A. bin Saif Alexandru Papoiu Liliana Banari Francis McGlone Shawn G. Kwatra Yiong-Huak Chan Gil Yosipovitch           | Egyesült Királyság · Szaúd-Arábia · Szingapúr · USA                          | Azt tanulmányozták, hogy a viszkető testrészek vakarása mekkora élvezetet jelent, különböző testrészek esetében. Az eredményeik szerint az alapvetően érzékenyebb bőrű, csiklandósabb testfelületek megvakarása nyújt nagyobb örömet. |
| Pszichológiai díj   | Fritz Strack | Németország                                                                  | A mosoly hatását vizsgálta annak mozdulatát utánzó arcizomtartás segítségével. A kísérleti alanyainak egy golyóstollat kellett a szájukban fogni kétféle módon, az egyikkel a mosolyhoz nagyon hasonlóan álltak az arcizmok, a másik pedig megakadályozta a mosolyizmok működését. A kutatás egy 30 éve született, azóta is ellentmondásos vizsgálat eredményét cáfolta: pusztán a fizikai mosoly, valódi jókedv nélkül nem hat pozitívan az ember hangulatára.                                                                 |
| Fizikai díj         | Patricia Yang Alexander Lee Miles Chan Alynn Martin Ashley Edwards Scott Carver David Hu                                    | USA · Tajvan · Ausztrália · Új-Zéland · Svédország · Egyesült Királyság      | A vombat kocka alakú ürülékének eredetére keresték a választ. Az ausztrál emlős speciális felépítésű bélfala segítségével képes kockákat „termelni”, a felfedezésnek mérnöki alkalmazásokban lehet jelentősége. A tanulmány szerint ez az állatvilágban egyedülálló forma segíti a vombatokat abban, hogy akár oszlopokat emeljenek az ürülékükből, és ezzel jelöljék ki a területüket, azaz egyfajta székletkerítést építenek maguknak a jószomszédi viszony érdekében.                                                        |

### 2018
A 28. IgNobel-díjátadó ünnepséget 2018. szeptember 13-án tartották a Harvard Egyetem Sanders színházában. Az eseményről videófelvétel készült.
| Kategória                 | Díjazott | Ország                                                        | A díj indoklása |
| ------------------------- | --- | ------------------------------------------------------------- | --- |
| Orvosi díj                | Marc Mitchell David Wartinger | USA                                                           | Azt vizsgálták, hogy gyorsabban távozik-e a vesekő a szervezetből hullámvasutazáskor. A kísérlethez 3D-nyomtatású vesét és vesekövet használtak. Megállapították, hogy ha a hátsó kocsik valamelyikébe ül a páciens, akkor 64 százalék eséllyel mozdul el a veseköve, míg az első kocsiknál ez csak 17 százalék.       |
| Közgazdasági              | Lindie Hanyu Liang Douglas Brown Huiwen Lian Samuel Hanig D. Lance Ferris Lisa Keeping                                            | Kanada · Kína · Szingapúr · USA                               | Azt vizsgálták, hogy javítja-e az alkalmazottak hatékonyságát, ha vudubabán töltik ki haragjukat a bántalmazó főnökeik miatt. Megállapításuk: „Azoknak, akik megszurkálták a főnöküket jelképező vudubabát, nagyobb igazságérzetük volt, mint azoknak, akik nem szurkálták meg”.                                       |
| Egészségügyi oktatási díj | Horiucsi Akira Josiko Nakajama | Japán                                                         | A vastagbéltükrözés reformjáról szóló tanulmányában ismerteti, hogy miként tudja az ember saját magán, ráadásul ülő helyzetben elvégezni a tükrözést – a beszámoló alapján nincs félnivaló, csak „enyhén kellemetlen” az eljárás.                                                                                      |
| Reproduktív orvoslás      | John Barry Bruce Blank Michel Boileau                                                                                             | USA · Japán · Szaúd-Arábia · Egyiptom · India · Banglades     | Ebben a kategóriában egy 1988-ban publikált kísérletet díjaztak: impotens, cukorbeteg férfiaknak egy postai bélyegekből készített „gyűrűt” ragasztottak a péniszük köré, majd reggel ellenőrizték, hogy történt-e rajta szakadás.                                                                                      |
| Békedíj                   | Francisco Alonso Cristina Esteban Andrea Serge Maria-Luisa Ballestar Jaime Sanmartín Constanza Calatayud Beatriz Alamar           | spanyol · Kolumbia                                            | A kutatócsoport az autóvezetés közben előforduló ordibálások és káromkodások gyakoriságát, motivációit és hatásait vizsgálta. |
| Irodalmi                  | Thea Blackler Rafael Gomez Vesna Popovic M. Helen Thompson                                                                        | Ausztrália · El Salvador · Egyesült Királyság                 | A díjat a a Life Is Too Short to RTFM (vagyis: read the fucking manual) (magyarul: Az élet túl rövid ahhoz, hogy elolvassuk azt a kibaszott kézikönyvet) című publikáció szerzői kapták, akik megállapították, hogy a bonyolult eszközöket használó emberek nagyon gyakran el sem olvassák azok használati útmutatóit. |
| Antropológia              | Tomas Persson Gabriela-Alina Sauciuc Elainie Madsen                                                                               | svéd · román · dán · holland · német · brit · indonéz · olasz | A kutatócsoport bebizonyította, hogy az állatkertekben a csimpánzok legalább annyiszor utánozzák az embereket, mint az emberek a csimpánzokat. |
| Kémia                     | Paula Romão Adília Alarcão César Viana                                                                                            | portugál                                                      | A kutatócsoport tagjai addig súrolgattak 18. századi koszos szobrokat először emberi nyállal, majd alkoholos tisztítószerekkel, amíg ki nem derült, hogy a nyál jobban tisztít. |
| Biológia                  | Paul Becher Sebastien Lebreton Erika Wallin Erik Hedenstrom Felipe Borrero-Echeverry Marie Bengtsson Volker Jorger Peter Witzgall | svéd · Kolumbia · német · francia · Svájc                     | A díjazott kutatók bemutatták, hogy a borszakértők pusztán szaglás útján is felismerik, ha légy került a borospohárba. |
| Támogatási díj            | James Cole | Zimbabwe · Tanzánia · Egyesült Királyság                      | A díjazott kutató számítások útján bebizonyította, hogy mennyire nem járnak jól a kannibálok, mivel az emberi húst tartalmazó étrend sokkal kalóriaszegényebb, mint a hagyományos húsos diéták. |

### 2017
A 2017-es, 27. alkalommal megrendezett IgNobel-díj átadójára 2017. szeptember 14-én került sor a Harvard Egyetemen három valódi Nobel-díjas – Eric Maskin, Oliver Hart és Roy Glauber részvételével.
| Kategória             | Díjazott                                                                          | Ország                            | A díj indoklása |
| --------------------- | --------------------------------------------------------------------------------- | --------------------------------- | --- |
| Fizika                | Marc-Antoine Fardin                                                               | francia · Szingapúr · USA         | A macskák reológiájáról című elméleti tanulmány szerint a macskák egyszerre szilárd és folyékony halmazállapotúak. Ezt arra a megfigyelésére alapozza, hogy a macskák gyakorlatilag képesek belefolyni bármilyen tárolóedénybe, legyen szó dobozról, üveggömbről vagy éppen mosdókagylóról. A befőttesüvegekbe, vödrökbe és lefolyókba gyömöszölt macskák fotói megihlette kutatásában matematikai módszerekkel bizonyította be, hogy a fiatal, mozgékony cicák tovább megőrzik alakjukat, mint az idősebb, lusta macskák. |
| Béke                  | Milo Puhan Alex Suarez Christian Lo Cascio Alfred Zahn Markus Heitz Otto Braendli | Svájc · Kanada · Hollandia · USA  | A kutatócsoport felfedezte, hogy a didzseridúzók kevésbé horkolnak. A hangszeren való rendszeres játék hozzájárul az obstruktív alvási apnoe és a horkolás hatékony kezeléséhez, mivel a hangszeren való játék erősíti a felső légutakat, ami könnyebbé teszi a lélegzést. |
| Közgazdasági          | Matthew Rockloff Nancy Greer                                                      | ausztrál · USA                    | Hogyan befolyásolja az élő krokodilokkal való kapcsolat a szerencsejátékra való hajlamot. Soha ne mosolyogj egy krokodilra című tanulmányukban bebizonyították, hogy az elektronikus játékgépeken történő fogadási ingert fokozza a hüllők által kiváltott izgatottság. A kutatók 2010-ben Queenslandben 103 ember részvételével végezték a kísérletet, amelynek során a két csoport tagjai egyméteres, bekötött állkapcsú krokodilokat vettek a karjukba, majd ez után vetették bele magukat a játékba, és kiderült, hogy a szerencsejáték-függők merészebbek lettek a hüllős kaland után. |
| Anatómia              | James Heathcote                                                                   | brit                              | A kenti háziorvos, James Heathcote, szabadidejében megfejtette az emberiséget a feljegyzett történelem előtti idők óta izgató rejtélyt, hogy miért is olyan nagy az idős emberek füle. Vizsgálatai során megállapította, hogy gravitáció nyújtja meg azt, ami annál hosszabban hat a fülünkre, minél tovább élünk. Megállapította, hogy a férfiak füle 30 éves kor fölött évente két milliméterrel növekszik. |
| Biológia              | Kazunori Yoshizawa Rodrigo Ferreira Yoshitaka Kamimura Charles Lienhard           | Japán · Brazília · Svájc          | Női pénisz, férfi vagina és azok egymáshoz kapcsolódó evolúciója a barlangi rovarokban című tanulmányukért. Megállapították, hogy a Neotrogla barlangi rovar nőstényei bonyolult péniszszerű szervvel rendelkeznek, amely intromittáló szervként működik, és a nőstényt a hímhez rögzíti. Korrelált evolúciót észleltek a női pénisz és a nemi szervek között. |
| Folyadékdinamika      | Jiwon Han                                                                         | Dél-Korea · USA                   | A folyadékcsúszás dinamikájának tanulmányozásáért, annak megállapítása érdekében, hogy mi történik, ha egy személy hátrébb sétál, miközben egy csésze kávét hordoz. Megállapította, hogy ha egy félig teli borosüveg oldalirányban oszcillál 4 Hz-en, a bor finoman hullámzik a felszínen. Ha azonban egy hengeres bögre ugyanolyan mozgásnak van kitéve, nem tart sokáig, amíg a folyadék agresszíven himbálózik a pohárban, és végül kilöttyen. A jelenséget matematikai módszerekkel, az Euler–Lagrange-egyenlettel modellezte. |
| Tápláléktudományi díj | Fernanda Ito Enrico Bernard Rodrigo Torres                                        | Brazília · Kanada · Spanyolország | Az Emberi vér a farkatlan vérszopó denevér (szőrös lábú vámpírdenevér) (Diphylla ecaudata) étrendjében című tanulmányukban kimutatták a D. ecaudata székletében lévő DNS-fragmensek PCR-amplifikációjával a csirkehús és az emberi vér rendszeres fogyasztását – ez a faj újfajta ragadozó. Eredményeik azt sugallják, hogy a D. ecaudata étrendje a vártnál rugalmasabb. Az emberek zsákmányként tekintése, és az őshonos fajokból származó vér hiánya tükrözheti a vadon élő madarak alacsony populációját a vizsgálati helyszínen, megerősítve az emberi tevékenységeknek a helyi ökológiai folyamatokra gyakorolt hatását. |
| Orvosi díj            | Jean-Pierre Royet David Meunier Nicolas Torquet Anne-Marie Mouly Tao Jiang        | francia · brit                    | A sajt utálatának neurológiai alapjai felderítésére fejlett agyi szkennelési technológiát használtak annak mérésére, hogy egyesek miért utálják a sajtot. A kísérleti alanyoknak egy MRI-gépben kellett feküdniük, miközben különböző sajtokat szagoltattak velük. A gép felvételeket csinált agyi aktivitásukról, és kimutatta, hogy agyunk bazális ganglionjai döntik el, mennyire szeretjük a sajtot. |
| Megismerési díj       | Matteo Martini Ilaria Bufalari Maria Antonietta Stazi Salvatore Maria Aglioti     | olasz · spanyol · brit            | Bebizonyították, hogy sok iker felnőtt korában nem tudja a gyerekkori képeken megkülönböztetni magát a testvérétől. Magyarázatuk szerint az egypetéjű ikreknél az önarckép megjelenése átfedésben van az ikertestvér képével. A nagyon hasonló fizikai tulajdonságok megakadályozta az ikrek azon képességét, hogy megkülönböztessék magukat ikertestvérüktől. Statisztikai kapcsolatot találtak az önállóság hiánya és a között, hogy mennyire hasonlítanak egymásra az ikrek. |
| Szülészeti díj        | Marisa López-Teijón Álex García-Faura Alberto Prats-Galino Luis Pallarés Aniorte  | spanyol                           | Bebizonyították, hogy a fejlődő emberi magzat sokkal jobban reagál arra a zenére, amelyet elektromechanikusan az anya hüvelyében játszanak, mint arra a zenére, amelyet elektromechanikusan az anya hasán játszanak. 106, a normál terhességük 14 és 39 hetében járó anyán végzett vizsgálat alapján arra a következtetésre jutottak, hogy az intravaginálisan alkalmazott intenzív ingerekre (intravaginális zenékre [IVM] a magzat erőteljesebben reagált, mint azokra, amelyeket az anya hasára helyezett emitterekkel keltettek (hasi zene [ABM]). A terhesség 16-39. hetében a magzat már ismétlődő száj- vagy nyelvmozgásokkal reagált az intravaginálisan kibocsátott zenére, amely mozgások nem voltak megfigyelhetők az ABM vagy az IVV (intravaginális vibráció) esetében. Ezek az eredmények hozzájárulhatnak a prenatális hallásvizsgálat diagnosztikai módszereihez és a magzati neurológiai stimuláció témaköréhez. |

### 2016
A díjazott munkák ismertetése magyar nyelven.
| Kategória    | Díjazott | Ország                                 | A díj indoklása |
| ------------ | --- | -------------------------------------- | --- |
| Reprodukció  | Ahmed Shafik | Egyiptom                               | A különböző típusú textíliák hatása a szexuális aktivitásra című tanulmányában azt vizsgálta, hogyan hat a szexuális életre a különböző anyagokból –poliészterből, gyapjúból – készült nadrágok viselete. Shafik elsősorban patkányokkal kísérletezett, de sikerült néhány emberi egyedet is megnyernie a programhoz. |
| Közgazdaság  | Mark Avis Sarah Forbes Shelagh Ferguson                                                                                             | Új-Zéland · brit                       | A köveknek tulajdonított személyiségjegyekről és azok kereskedelmi és marketinghatásairól írtak tanulmányt. |
| Fizika       | Horváth Gábor Blahó Miklós Kriska György Hegedüs Ramón Gerics Balázs Farkas Róbert Susanne Åkesson Malik Péter Hansruedi Wildermuth | magyar · spanyol · svéd · Svájc        | A díjazott kutatások a fénypolarizáció különböző jelenségeire mutatnak rá a temetői szitakötők, valamint a böglyök viselkedéséből kiindulva. Azt kutatták, miért nem kedvelik a bögölyök a fehér szőrű lovakat, illetve miért vonzódnak a szitakötők a fekete sírkövekhez. Felismerték, hogy a lóbögölyök kevésbé vonzódnak a világos szőrű, szürke lovakhoz, mint a feketékhez. Megfigyelték, hogy rengeteg a szitakötő a sírköveken, pedig nincs is tó a közvetlen közelben. Megállapították hogy a fekete, csillogó felületek vízszintesen polarizált fényt vernek vissza: A vízszintesen poláros fény ugyanis környezetszennyező: a petézőhelyet kereső szitakötők gyakorlatilag víznek hiszik ezeket a csillogó felületeket. Vagyis a felületek odavonzzák a vizet kereső rovarokat, azok le is petéznek, az utódok viszont elpusztulnak, és ez károkat okoz a populációnak. A kutatócsoport jelentős európai uniós támogatás bevonásával speciális bögölycsapdákat fejlesztett ki, melyek működése a kutatásokban vizsgált fénypolarizációs jelenségeken alapul. Mind a szitakötők, mind pedig a böglyök elfoghatók a poláris fény alkalmazásával, így a kutatásnak nemcsak a tudományos, de a gyakorlati haszna is rendkívül jelentős. A már említett csapdák mellett speciális fehér és zebracsíkos lóruhák gyártását is maga után vonta a tudományos felfedezés: az eszközök mára már világszerte elérhetők a lovakkal foglalkozók számára. |
| Kémia        | Volkswagen | német                                  | Megoldotta a személyautók károsanyag-kibocsátásának évszázados problémáját azzal, hogy járműveik elektromechanikus úton csökkentették a kibocsátást minden alkalommal, amikor érzékelték, hogy ezt a tulajdonságukat tesztelik. A Volkswagen kitüntetése kivételnek számít, a szokásoknak megfelelően az IgNobel-díjakat mindig elismert kutatók kapják komoly, bár furcsa kutatásaikért. A díj célja, hogy „a szokatlant ünnepelje és a fantáziát díjazza”. |
| Orvosi       | Christoph Helmchen Carina Palzer Thomas Münte Silke Anders Andreas Sprenger                                                         | német                                  | Felfedezték, hogy ha viszket a tested bal oldala, akkor csökkentheted a kínzó érzést azzal, hogy tükörbe nézel és a jobb oldaladat vakargatod (értelemszerűen fordítva is működik). |
| Pszichológia | Evelyne Debey Maarten De Schryver Gordon Logan Kristina Suchotzki Bruno Verschuere                                                  | belga · holland · német · Kanada · USA | A kutatócsapat ezer hazudós embert kérdezett meg arról, milyen gyakran hazudik. Azt is vizsgálták, hihető választ adnak-e a kérdésre. Az eredmény szerint az emberek átlagosan naponta 2,2 alkalommal hazudnak. Az eredmény alapján megpróbálták eldönteni, hogy vajon elhihetik-e a kényszeres lódítóktól kapott válaszokat. |
| Béke díj     | Gordon Pennycook James Allan Cheyne Nathaniel Barr Derek Koehler Jonathan Fugelsang                                                 | Kanada · USA                           | A kutatók A pszeudo-mélységű (álintellektuális) baromságok észlelése és befogadása című tanulmányukért kapták a díjat. |
| Biológia     | Charles Foster Thomas Thwaites | brit                                   | Charles Foster borzként, vidraként, szarvasként, rókaként és madárként is élt a vadonban, hogy tanulmányozza az állatok életmódját. A kategória másik díjazottja, Thomas Thwaites speciális művégtagokat is készíttetett magának, hogy minél valósághűbben követhesse a hegyi kecskék életét, így napokat töltött egy alpesi kecskecsapattal, amely befogadta tagjai közé. |
| Irodalom     | Fredrik Sjöberg | svéd                                   | A díjat háromkötetes önéletrajzi munkájáért kapta, melynek témája a halott legyek, illetve a még-nem-halott legyek gyűjtésének szépsége. |
| Érzékelés    | Atsuki Higashiyama Kohei Adachi | Japán                                  | Azt vizsgálták, vajon a tárgyak másként néznek-e ki, ha előrehajolva, a két lábuk között visszanézve vizsgálják őket. |

### 2015
A díjazott munkák ismertetése magyar nyelven.
| Kategória                | Díjazott | Ország                                              | A díj indoklása |
| ------------------------ | --- | --------------------------------------------------- | --- |
| Kémia                    | Dr. Tom Z. Yuan Callum F. G. Ormonde Stephan T. Kudlacek Sameeran Kunche Joshua N. Smith William A. Brown Kaitlin M. Pugliese Dr. Tivoli J. Olsen Mariam Iftikhar Prof. Colin L. Raston Prof. Gregory A. Weiss | ausztrál · USA                                      | Kidolgozták, hogyan lehet kémiai úton megfordítani a tojás főzésének folyamatát, vagyis a főtt tojásból nyerset csinálni. A szakértők rájöttek, hogy a tojásfehérje hővel történő kicsapása a korábban hittel ellentétben mégsem visszafordíthatatlan folyamat, hanem karbamid hozzáadásával és némi mechanikai ráhatással néhány perc alatt vissza lehet állítani azt a fehérjeszerkezetet, amelyet a hő megbontott. |
| Irodalom                 | Mark Dingemanse Francisco Torreira N. J. Enfield | holland · belga · USA                               | Felfedezték, hogy a huh? kifejezés, vagy annak valamilyen megfelelője minden emberi nyelvben megtalálható. Ez azért érdekes, mondták el a díjazottak, mert a nyelvészek többsége azon az állásponton van, hogy univerzális szavak nem léteznek, mivel az azonos jelentésű szavaknak a hangalakja tér el (pl. dog és kutya), azonos hangalak esetén pedig általában a jelentés különbözik nyelvenként (pl. angolul a hit hangsor ütést jelent, míg magyarul egészen mást). A szakértők a világ több pontján is hangfelvételeket készítettek falusi emberekkel, és arra lettek figyelmesek, hogy a szóbeli kommunikációnak a jelek szerint mindenütt szerves részét képezi a huh? használata, amelyet szinte mindenütt közel egyformán ejtenek ki, és egyforma helyzetekben is használják. |
| Menedzsment              | Gennaro Bernile Vineet Bhagwat P. Raghavendra Rau | olasz · USA · brit                                  | Ami nem öl meg, kockázatszeretővé tesz: gyermekkori katasztrófák és vezérigazgatói viselkedés című tanulmányukban kimutatták, hogy az átlagnál kockázatkedvelőbbek azok üzleti vezetők, akik gyermekkorukban tanúi voltak valamilyen természeti katasztrófának, ám súlyosabb személyes veszteségek nem érték őket ennek következtében. |
| Közgazdasági             | A bangkoki rendőrkapitányság | Thaiföld                                            | Vezetői extra készpénzt ajánlottak fel alkalmazottaiknak, ha azok nem fogadnak el kenőpénzt. |
| Fizika                   | Patricia J. Yanga Jonathan Phama Jerome Chooa David L. Hu | USA · Tajvan                                        | Igazolták, hogy majdnem minden emlős 21 másodperc alatt (plusz-mínusz 13 másodperc) üríti ki húgyhólyagját. A „vizelés univerzális törvénye” szerint tehát az ürítés hossza gyakorlatilag független a testmérettől, és így a húgyhólyag méretétől is. A szakértők videófelvételek segítségével elemezték a legkülönbözőbb emlősök vizelésének folyamatát a patkányoktól az elefántokig, és ezt kiegészítve a testtömeggel, a hólyagbeli nyomással és a húgycső méreteivel megalkották a vizeletürítő rendszerek matematikai modelljét. |
| Orvosi                   | H. Kimata vezette kutatócsoport | Japán · szlovák                                     | Kísérletekkel vizsgálták, hogy milyen pozitív élettani hatásokkal járhat az intenzív csókolózás és más intim tevékenységek folytatása. Többek közt kimutatták, hogy egy 30 perces csókolózás drámaian csökkenti a pollenallergia kellemetlen tüneteit, ugyanis mérsékli a vérben az immunglobulin E szintjét, amely kulcsszerepet játszik az allergia kiváltásában. A kutatók szerint vélhetően arról lehet szó, hogy a csókolózás következtében mérséklődik a stressz, így az egyébként heves immunválasz is visszafogottabb lesz. Egy másik kísérlet során ugyanez a kutatógárda azt is igazolta, hogy (valószínűleg hasonló okokból) a csókolózás az allergiás kiütéseket is mérsékli, valamint arra is utalnak jelek, hogy a Chaplin-filmek nézése is hasonlóan kedvező hatással van az allergiás betegekre. |
| Matematika               | Elisabeth Oberzaucher Karl Grammer | Ausztria                                            | Matematikai úton modellezték, hogy valóságos lehet-e az az állítás, amely szerint Mulaj Iszmail 18. századi marokkói szultánnak 4 feleségétől és 500 ágyasától összesen 888 utódja született három évtized leforgása alatt. A szakértők számításai szerint ez a szám ráadásul csak a túlélő gyermekekre vonatkozik, és Iszmail valójában legalább 1171 gyermeket nemzett, az ágyasoktól született leánygyermekeket azonban a bábák rögtön világra jövetelük után megfojtották. Számításaik alapján a hihetetlennek tűnő gyermekszám egyáltalán nem lehetetlen, és ennek eléréséhez nincs is szükség akkora háremre, mint amekkorával a szultán állítólagosan rendelkezett. Napi 1‒1,6 közösüléssel, és 65 szeretővel is meg lehet valósítani ugyanezt, írják. Sőt: a vizsgálatokból az derült ki, hogy 110 fő fölött a háremből kikerülő gyermekek számának növekedése gyakorlatilag leáll, vagyis ennél nagyobb háremet tulajdonképpen felesleges is „üzemeltetni”, ha a gyermekek számának maximalizálása a cél. Az 500 fős hárem tehát minden bizonnyal elsősorban az uralkodó státuszát volt hivatott jelezni, illetve távol tartotta a hölgyeket a szultán potenciális férfi riválisaitól, nem pedig reprodukciós célokat szolgált.                                     |
| Élettani és rovartani    | Justin O. Schmidt Murray S. Blum William L. Overal, valamint Michael L. Smith | USA                                                 | Két, egymástól függetlenül tevékenykedő amerikai kutató nyerte el a díjat. Justin Schmidt a Schmidt-féle fájdalomskála kidolgozásáért részesült a kitüntetésben, amely a különböző rovarcsípések relatív fájdalmasságát határozza meg. Michael L. Smith pedig annak teszteléséért nyerte el a díjat, hogy a test különböző részein mennyire fájdalmasak a méhcsípések. Schmidt 78 különböző állattal csípette meg magát a tudomány szolgálatában, Smith pedig 38 napon keresztül naponta 5 csípést élt át, és testének 25 különböző részén vizsgálta ezek fájdalmasságát. Ez utóbbi kutatásból az derült ki, hogy csípésileg a legérzékenyebb pontot az orrlyukak jelentik, amelyeket a felső ajak és a hímvessző követ. A legkevésbé az a fájdalmas, ha a méh a koponyát, a középső lábujjakat, vagy a felkart csípi meg. A Schmidt által vizsgált 78 faj közül a világ legnagyobb hangyája, a Paraponera clavata csípése bizonyult a legfájdalmasabbnak, amely órákig tartó agóniával és hallucinációkkal járt együtt a kutató elmondása szerint. Egy kicsit ennél enyhébbnek értékelte a szakértő a tarantellákra vadászó pókdarazsak csípését, ami véleménye szerint ahhoz hasonlítható, mint amikor az ember a fürdés közben beleejti a bekapcsolt hajszárítót a kádba. |
| Biológia                 | Bruno Grossi José Iriarte-Díaz Omar Larach Mauricio Canals Rodrigo A. Vásquez | Chile · USA                                         | Kísérletileg vizsgálták, hogy ha egy botot erősítenek a tyúkok farára, azok járása hasonlít-e a dinoszauruszuk mozgásához. Napjainkban már elfogadott ténynek számít, hogy a madarak nem egyszerűen az őshüllők rokonai, hanem maguk is élő dinoszauruszok. A tyúkok ennek megfelelően nagyon sok tekintetben hasonlítanak a kihalt Theropodákra, van azonban néhány kulcskülönbség köztük. Mind a Tyrannosaurus, mind a tyúk két lábon, és lábujjain jár(t), és lábuk csontozata is nagyon hasonló felépítésű, a madarak azonban nem rendelkeznek farokkal, ami nagyban megnehezíti a dinoszauruszok mozgásának madarakon keresztüli modellezését. A mozgások elemzéséből kiderült, hogy a testtömeg 12 százalékát kitevő farok cipelésének eredményeként valóban korlátozottabbá vált a térdek mozgathatósága, a comb ugyanakkor ezt kompenzálandó jóval nagyobb mértékben kezdett mozogni. Ennek következtében a combcsont enyhén hosszabbra nőtt a farokkal ellátott madarakban. A szakértők feltevései tehát ezek alapján helyesek voltak, és a bizarr műfarok valóban alkalmas arra, hogy (mozgásilag legalábbis) farokkal rendelkező dinoszauruszokká tegye a tyúkokat.                                                                                               |
| Gyógyászati diagnosztika | Helen F Ashdown Nigel D’Souza Diallah Karim Richard J Stevens Andrew Huang Anthony Harnden | Kanada · Új-Zéland · Bahrein · Kína · Szíria · brit | Rájöttek, hogy az akut vakbélgyulladás nagy pontossággal diagnosztizálható annak alapján, hogy a páciens milyen fokú fájdalmat érez, amikor fekvőrendőrökön hajt keresztül. A szakértők szerint a fekvőrendőr-teszt megbízhatóbban segíthet a diagnózis megállapításában, mint az általában vizsgált tünetek, ha pedig telefonon történik az állapotfelmérés, a fekvőrendőrökön jelentkező fájdalom a legárulkodóbb jele lehet annak, hogy valakinek vakbélgyulladása van. Márpedig ilyen esetekben a minél gyorsabb diagnózis nagyban befolyásolhatja a betegség végkimenetelét, hiszen a műtét halogatásával megnő a perforáció kockázata. Az is igaz ugyanakkor, hogy a vakbélműtétre küldött betegek 40 százalékáról az derül ki utólag, hogy nem a vakbél gyulladása okozta esetükben a problémát. A fekvőrendőr-teszt tehát fontos eszköz lehet a nehezen diagnosztizálható állapot felmérése során, állítják a szakértők, akik szerint éppen ezért a beteg érkezésekor feltett rutinkérdések közé azt is fel kellene venni, hogy mit érzett a páciens, amikor a kórházba menet áthajtott a fekvőrendőrökön. |

### 2014
A díjazott munkák ismertetése magyar nyelven.
| Kategória                | Díjazott | Ország                | A díj indoklása |
| ------------------------ | --- | --------------------- | --- |
| Fizika                   | Kijosi Mabucsi Kenszej Tanaka Dajcsi Ucsidzsima Rina Szakaj | Japán                 | A banánhéj súrlódási együtthatójának vizsgálata során bebizonyították, hogy a banánhéj valóban csúszósabb, mint az alma vagy a narancs héja. A kutatók az ízületekben fellépő súrlódást akarták megérteni, hogy jobb protéziseket tervezzenek, és rájöttek, hogy a banánhéj csúszósságát adó poliszacharidok az ízületek membránjaiban is megtalálhatók. |
| Agykutatás               | Csiankang Liu Csün Li Lu Feng Ling Li Csie Tien Kang Lee | Kína                  | Az arc-pareidolia neurális és viselkedési összefüggései. Megállapítása: ha elég ideig nézünk valamit, simán belelátunk egy arcot. Azt vizsgálták, mi történik az agyban, hogy még ilyenkor is arcot látunk. A vizsgálatban funkcionális MR-t használtak, így fedezték fel, hogy mely agyi ideghálózat felel a pareidolia jelenlétéért. |
| Közegészségügy           | Jaroslav Flegr Jan Havliček Jitka Janušova-Lindova David Hanauer Naren Ramakrishnan Lisa Seyfried                                                                                           | cseh · India · USA    | Három tanulmányt díjaztak egyszerre, amelyik mindegyike azt bizonyítja, hogy a macskatartás komoly veszélyeket rejt. A cseh kutatók lényegében összefüggést állapítottak meg a macskaharapás és különösképpen a nők depressziója között. Az indiai-amerikai kutatók azt vizsgálták, hogy veszélyes-e az értelmünkre, ha macskatulajdonosok vagyunk. |
| Biológia                 | Vlastimil Hart Petra Nováková Erich Pascal Malkemper Sabine Begall Cladimir Hanzal Miloš Ježek Tomáš Kušta Veronika Němvová Jana Adámková Kateřina Benediktová Jaroslav Červený Hynek Burda | cseh · német · Zambia | A kutyák érzékenyek a földi mágneses mező apró változásaira. A kutatás leglényegibb megállapítása: A kutyák, hasonlóan a macskákhoz vagy a rókákhoz, észak-déli irányba szeretnek állni vizelés közben. |
| Közgazdaságtan           | Az olasz Nemzeti Statisztikai Intézet | olasz                 | A kutatás leglényegibb megállapítása: minden európai országnak magasabb lenne a GDP-je, ha abba beleszámolnák a prostitúcióból, illegális drogkereskedelemből, csempészetből és más, jogtalan pénzügyi tranzakciókból származó bevételeket. |
| Orvoslás, gyógyszerészet | Ian Humphreys Sonal Saraiya Walter Belenky James Dworkin | USA · India           | Egy Glanzmann trombasztéziás páciens megfékezhetetlen orrvérzésének kezelése pácolt szalonnadarabokkal. A kutatás leglényegibb megállapítása: a megállíthatatlannak tűnő orrvérzés megállítható, ha a vérző orrt szalonnacsíkokkal tömítjük el. |
| Sarkkutatás              | Eigil Reimers Sindre Eftestol. | norvég                | A spitzbergáki rénszarvasok reakciói az emberekre és a magukat jegesmedvének álcázó emberekre Edgeoya szigetén című tanulmányuk legfőbb megállapítása, hogy a rénszarvasok hamarabb észreveszik azt az embert, aki a havas tájtól elütő színű ruhában van, mint azt, aki jegesmedvének álcázza magát. |
| Táplálkozástudomány      | Raquel Rubio Anna Jofré Belén, Martín és Margarita Garriga . | spanyol               | A csecsemőürülékből izolált laktózsav, mint potenciális probiotikus kultúra a fermentált virslik gyártásakor című kutatási munkájukban azt vizsgálták, hogy a csecsemők székletbaktériumai mennyire alkalmasak probiotikumnak. Megállapították, hogy a csecsemők székletéből származó baktériumokkal egész jól lehet szalámit érlelni. |
| Pszichológia             | Peter K. Jonason Amy Jones Minna Lyons | ausztrál              | Azt vizsgálták, hogy a későig fennmaradó emberek általában önimádóak, manipulatívabbak, valószínűbb, hogy pszichopaták, mint azok, akik időben fekszenek. Kimutatták, hogy akik szeretnek késő éjszakáig fennmaradni (közkeletű elnevezéssel “baglyok”), valószínűbben mutatják a “sötét triász” (nárcizmus, pszichopátia, macchiavellizmus) személyiségjegyeit, mint a korán kelő “pacsirták”. A későig fennmaradó emberek általában önimádóak, manipulatívabbak, valószínűbb, hogy pszichopaták, mint azok, akik időben fekszenek. |
| Művészet                 | Marina de Tommaso Michele Sardaro Paolo Livrea | olasz                 | Vizsgálatuk során megmérték a relatív fájdalmat, amit egy ember elszenved, ha egy ronda festményre néz, szemben egy szép festménnyel. Húsz (legalábbis addig) egészséges kísérleti alanynak szép és ronda festményeket mutattak, miközben erős lézerrel sütögették a kezüket. A kutatás eredményeként rájöttek, hogy a szépnek tartott képek látványának hatására egy agyterület mérsékelni próbálja a fájdalmat, míg a csúnya festményeknél csöndben marad, így valóban átélhetjük a fájdalmat a maga teljességében.                |

### 2013
| Kategória             | Díjazott | Ország           | A díj indoklása |
| --------------------- | --- | ---------------- | --- |
| Biológia Csillagászat | Eric Warrant | USA              | Felfedezésükért, amiben kimutatták azt, hogy a ganajtúróbogarak a csillagok segítségével navigálnak. |
| Orvostudomány         | Masanori Niimi | Japán            | Kutatásáért, amiben rájött, hogy a szívátültetésben átesett egerek tovább élnek, ha zenét hallgatnak közben. |
| Pszichológia          | Brad Bushman | USA              | Tanulmányáért, amiben bebizonyította, hogy egy kis italozás után vonzóbbnak érezzük magunkat. |
| Valószínűség          | Dr. Bert Tolkamp Marie Haskell Fritha Langford Colin Morgan David Roberts                                                    | Skócia           | Tanulmányukért, amiben két összefüggő feltételt írnak le, miszerint "Először is, minél tovább fekszik egy tehén, annál valószínűbb, hogy hamarosan feláll" "Másodszor, amint a tehén feláll, nem lesz egyszerű megjósolni, mikor fekszik le újra". |
| Fizika                | Albert Minetti Yuri Ivanenko                                                                                                 | Olaszország      | Kutatásukért, amiben bebizonyították, hogy lehet a vízen járni, bár ehhez el kell utazni egy másik bolygóra, aminek a felszínén folyadék van. |
| Gépészet              | Gustano Pizzo | USA              | A repülőgép eltérítők elfogására kifejlesztett elektromechanikus rendszer tervezéséért. |
| Kémia                 | Shinsuke Imai Nobuaki Tsuge Muneaki Tomotake Yoshiaki Nagatome Toshiyuki Nagata Hidehiko Kumagai                             | Japán            | A hagyma könnyeztető tulajdonságának vizsgálatáért. |
| Régészet              | Brain Crandall Peter Stahl                                                                                                   | Kanada           | A cickányok csontjainak emberi emésztőrendszerben történő felszívódásának vizsgálatáért. |
| Béke-díj              | Alekszander Lukasenko a fehérorosz rendőrség                                                                                 | Fehéroroszország | A nyilvános helyen való tapsolás betiltásáért és egy félkarú ember letartóztatásáért tapsolás vádjával. |
| Közegészségügy        | Kasian Bhanganada Tu Chayavatana Chumporn Pongnumkul Anunt Tonmukayakul Piyasakol Sakolsatayadorn Krit Komaratal Henry Wilde | Thaiföld         | Azon péniszvisszavarró módszer kifejlesztéséért, ami már nem alkalmazható, ha a péniszt megrágcsálta egy kacsa. |

### 2012
| Kategória             | Díjazott                                                  | Ország        | A díj indoklása |
| --------------------- | --------------------------------------------------------- | ------------- | --- |
| Akusztika             | Kurihara Kazutaka Cukada Kódzsi                           | Japán         | A beszédzavaró berendezés kifejlesztéséért, mely a beszélő saját hangjának enyhén késleltetett visszajátszásával éri el hatását                                                 |
| Anatómia              | Frans de Waal Jennifer Pokorny                            | Hollandia     | Annak felfedezéséért, hogy a csimpánzok felismerik egymást az ülepükről készült fotók alapján                                                                                   |
| Kémia                 | Johan Pettersson                                          | Svédország    | Azon rejtély megoldásáért, hogy miért zöldült meg Anderslöv város egyes lakóinak haja                                                                                           |
| Folyadékok dinamikája | Rouslan Krechetnikov Hans Mayer                           | USA           | A lötyögtetés dinamikájának tanulmányozásáért, hogy ti. mi történik a folyadékban, amikor valaki egy csésze kávéval a kezében sétál                                             |
| Irodalom              | Az Amerikai Elszámoltatási Kormányhivatal                 | USA           | Egy jelentés elkészítéséért, mely olyan jelentésekről szóló jelentésekről szól, amik jelentésekről szóló jelentésekről szóló jelentések előkészítését javasolják.               |
| Orvostudomány         | Emmanuel Ben-Soussan Michel Antonietti                    | Franciaország | Az orvosoknak szóló ajánlásaikért, melyekkel minimalizálható a kolonoszkópián (végbéltükrözésen) áteső páciensek felrobbanásának esélye.                                        |
| Neurológia            | Craig Bennett Abigail Baird Michael Miller George Wolford | USA           | Annak demonstrálásáért, hogy az agykutatók bonyolult berendezésekkel és egyszerű statisztikákkal bárhol lényeges agyi aktivitást tudnak kimutatni, még egy döglött lazacban is. |
| Béke-díj              | SKN Company                                               | Oroszország   | A régi orosz lőszerek új gyémántokra váltásáért. |
| Fizika                | Joseph Keller Raymond Goldstein Patrick Warren Robin Ball | USA · GBR     | Azon erők egyensúlyának tanulmányozásáért, melyek a lófarokba kötött emberi haj alaktartásáért és mozgásáért felelősek.                                                         |
| Pszichológia          | Anita Eerland Rolf Zwaan Tulio Guadalupe                  | USA           | A "Balra dőlve kisebbnek tűnik az Eiffel-torony" című tanulmányukért. |

### 2011
| Kategória     | Díjazott | Ország               | A díj indoklása |
| ------------- | --- | -------------------- | --- |
| Biológia      | Darryl Gwynne David Rentz                                                                                            | Ausztrália           | Annak felfedezéséért, hogy egyes bogarak párosodni próbálnak bizonyos ausztrál sörösüvegekkel. |
| Kémia         | Imai Makoto Urusihata Naoki Tanemura Hideki Tadzsima Jukinobu Goto Hideaki Mizogucsi Koicsiró Murakami Dzsunicsi     | Japán                | A levegőbe porlasztott vaszabi ideális sűrűségének meghatározásáért, mellyel az alvó emberek felébreszthetőek tűz vagy más vészhelyzet esetén, ill. ez alapján a vaszabi-riasztó berendezés kifejlesztéséért. |
| Irodalom      | John Perry | USA                  | A "Strukturált Halogatás Elméletéért", melyben kijelenti, hogy "A hatékony törtetéshez arra van szükség, hogy mindig valami fontos dologgal foglalkozz, mellyel elkerülöd, hogy valami még fontosabb dolgokkal töltsd az időd." |
| Matematika    | Dorothy Martin Pat Robertson Elizabeth Clare Prophet Lee Jang Rim Credonia Mwerinde Harold Camping                   | USA · Korea · Uganda | Amiért megtanították a világot arra, hogy elővigyázatosan kell a matematikai számítások mögötti feltételezéseinket megválasztani, ugyanis a világ végének bekövetkeztére a következő dátumokat jósolták: Dorothy Martin: 1954 Pat Robertson: 1982 Elizabeth Clare Prophet: 1990 Lee Jang Rim: 1992 Credonia Mwerinde: 1999 Harold Camping: eredetileg 1994. szeptember 6., amit később módosított 2011. október 21-re. |
| Orvostudomány | Mirjam Tuk Debra Trampe Luk Warlop Matthew Lewis Peter Snyder Robert Feldman Robert Pietrzak David Darby Paul Maruff | USA                  | Annak demonstrálásáért, hogy az ember bizonyos döntéseket jobban, más fajtákat rosszabbul hoz meg, ha erős vizelési ingere van. |
| Béke-díj      | Arturas Zuokas | Litvánia             | Annak bemutatásáért, hogy a luxusautók tilosban parkolásának problémája megoldható azzal, ha áthajtunk rajtuk egy tankkal. (Megjegyzés: a kísérletben nem tankot használt, hanem egy BTR–60-as páncélozott szállító járművet) |
| Pszichológia  | Karl Halvor Teigen                                                                                                   | Norvégia             | Amiért megpróbálta megérteni, hogy a mindennapi életben milyen esetben sóhajtanak fel az emberek. |
| Fizika        | Philippe Perrin Cyril Perrot Dominique Deviterne Bruno Ragaru Herman Kingma                                          | USA                  | Amiért megpróbálták meghatározni, hogy a diszkoszvetők miért szédülnek el, szemben a kalapácsvetőekkel, akik nem. |
| Fiziológia    | Anna Wilkinson Natalie Sebanz Isabella Mandl Ludwig Huber                                                            | USA                  | A tanulmányukért, melyben rámutatnak, hogy nincs bizonyíték a ragályos ásításra a Fekete-teknősöknél. |
| Közbiztonság  | John Senders | Kanada               | Egy sor biztonsági kísérlet megszervezéséért, melyekben egy autópályán vezető sofőrt újra és újra elvakít az arca elé magától lehajló napellenző. |

### 2010
| Kategória      | Díjazott | Ország             | A díj indoklása |
| -------------- | --- | ------------------ | --- |
| Biológia       | Libiao Zhang Min Tan Guangjian Zhu Jianping Ye Tiyu Hong Shanyi Zhou Gareth Jones                                           | GBR · Kína         | A repülőkutyafélék közötti orális szex tudományos dokumentálásáért |
| Kémia          | Eric Adams Scott Socolofsky Stephen Masutani BP                                                                             | USA                | Azon tévhit megcáfolásáért, hogy az olaj és a víz nem keveredik. |
| Közgazdaságtan | Goldman Sachs AIG Lehman Brothers Bear Stearns Merrill Lynch és Magnetar igazgatósági tagjai                                | USA                | Új pénzbefektetési módszerek megalkotásáért, melyekkel a profit maximalizálható és a kockázat minimalizálható a világgazdaságra nézve, vagy annak csak egy részére.           |
| Gépészet       | Karina Acevedo-Whitehouse Agnes Rocha-Gosselin Diane Gendron (Déli-Alsó-Kalifornia)                                         | USA · GBR · Mexikó | A távirányítású helikopterrel való bálnaorrváladék-gyűjtés tökéletesítéséért.                                                                                                 |
| Menedzsment    | Alessandro Pluchino Andrea Rapisarda Cesare Garofalo                                                                        | Olaszország        | Annak matematikai demonstrálásáért, hogy társadalmi szervezetek hatékonyabbá válnak, ha véletlenszerűen választott munkatársakat léptetnek előre (Peter-elv továbbgondolása). |
| Orvostudomány  | Simon Rietveld The Netherlands Ilja van Beest                                                                               | Hollandia          | Annak felfedezéséért, hogy az asztmás tünetek hullámvasutazással kezelhetők.                                                                                                  |
| Béke-díj       | Richard Stephens John Atkins Andrew Kingston                                                                                | GBR                | Azon közhiedelem igazolásáért, hogy a káromkodás enyhíti a fájdalmakat. |
| Fizika         | Lianne Parkin Sheila Williams Patricia Priest                                                                               | Új-Zéland          | Annak demonstrálásáért, hogy télen a jeges utakon ritkábban csúsznak meg és esnek el az emberek, ha a zoknit a cipőjükre húzva viselik.                                       |
| Közegészségügy | Manuel Barbeito Charles Mathews and Larry Taylor                                                                            | USA                | A kutatók szakállába belekapaszkodó mikrobák kísérleti kimutatásáért. |
| Logisztika     | Nakagaki Tosijuki Tero Acusi Takagi Szeidzsi Szaigusza Tecu Ito Kentaro Jumiki Kendzsi Kobajasi Rjó Dan Bebber Mark Fricker | Japán · GBR        | Optimális vasúti útvonalak megkereséséért sárgaiszap-penész segítségével. |

### 2009
| Kategória      | Díjazott | Ország   | A díj indoklása |
| -------------- | --- | -------- | --- |
| Béke-díj       | Stephan Bolliger Steffen Ross Lars Oesterhelweg Michael Thali Beat Kneubuehl (Berni Egyetem)                      | Svájc    | A vizsgálatért amelyben azt kutatták, a teli vagy az üres sörösüveg törik-e könnyebben, s hogy ezek szilárdabbak, vagy egy emberi koponya.                                  |
| Közegészségügy | Elena Bodnar Raphael C. Lee Sandra Marijan (Chicagói Egyetem)                                                     | USA      | Annak a melltartónak a kifejlesztéséért, amit vészhelyzetben könnyedén egy pár gázmaszkká lehet alakítani.                                                                  |
| Állatorvostan  | Catherine Douglas Peter Rowlinson Newcastle-i Egyetem                                                             | GBR      | Kimutatták: azok a tehenek, amelyeknek van nevük, több tejet adnak, mint a névtelenek.                                                                                      |
| Közgazdaságtan | Négy izlandi bank vezetői                                                                                         | Izland   | Amiért megmutatták a világnak, hogy kis bankok is naggyá válhatnak, és fordítva (továbbá annak demonstrálásáért, hogy ugyanez egy egész nemzetgazdasággal is véghezvihető). |
| Biológia       | Tagucsi Fumiaki Song Guofu Zhang Guanglei (Kitaszato Egyetem)                                                     | Japán    | Amiért kimutatták, hogy az óriáspandák székletéből kivont baktériumok segítségével akár 90 százalékkal is csökkenthető a konyhai hulladék mérete.                           |
| Orvostudomány  | Donald L. Unger                                                                                                   | USA      | Az ujjak ízületgyulladásának lehetséges okait vizsgálva több mint 60 éven át naponta szorgalmasan ropogtatta bal kezének ujjperceit, miközben a jobb kezét békén hagyta.    |
| Fizika         | Katherine K. Whitcome (Cincinnati Egyetem) Daniel E. Lieberman (Harvard Egyetem) Liza J. Shapiro (Texasi Egyetem) | USA      | Analitikai módszerekkel meghatározták, miért nem borulnak föl az állapotos nők.                                                                                             |
| Kémia          | Javier Morales Miguel Apatiga Victor M. Castano (Mexikói Autonóm Egyetem)                                         | Mexikó   | Mesterséges gyémántot állítottak elő tequilából. |
| Irodalom       | Az ír rendőrség                                                                                                   | Írország | Amiért több mint 50 alkalommal állítottak ki közúti szabálysértési feljelentést a notórius szabálysértő, Prawo Jazdy nevére, ami lengyelül jogosítványt jelent.             |
| Matematika     | Gideon Gonó Zimbabwei Takarékbank elnöke                                                                          | Zimbabwe | Nagyot lendített a lakosság számismeretén azzal, hogy bankja az egy centestől a százbilliós értékig nyom bankjegyeket.                                                      |

### 2008
| Kategória         | Díjazott                                                       | Ország               | A díj indoklása |
| ----------------- | -------------------------------------------------------------- | -------------------- | --- |
| Táplálkozástan    | Massimiliano Zampini Charles Spence                            | Olaszország · UK     | A krumpliszirom tulajdonságainak elektronikus úton történt módosításáért, ami a chipset fogyasztó személlyel elhiteti, hogy a termék frissebb és ropogósabb, mint valójában. |
| Béke-díj          | A Svájci Szövetség Nem-Humán Bioetikai Bizottsága, Svájc lakói | Svájc                | A növények méltóságáról szóló jogi elv elfogadásáért. |
| Régészet          | José Carlos Marcelino Astolfo G. Mello Araujo                  | Brazília             | Kísérletükért, amellyel bemutatták, miképpen zavarhatja össze egy tatu járkálása egy feltárás leletanyagát.                                                                  |
| Biológia          | Marie-Christine Cadiergues Christel Joubert Michel Franc       | Franciaország        | Felfedezésükért, miszerint a kutyákon élő bolhák magasabbra ugranak a macskákon élő bolháknál.                                                                               |
| Orvostudomány     | Dan Ariely                                                     | USA                  | Vizsgálatáért, amelynek eredménye szerint a drága placebo sokkal hatékonyabb az olcsó placebónál.                                                                            |
| Kognitív tudomány | Nakagaki Tosijuki Tóth Ágota                                   | Japán · Magyarország | Annak felfedezéséért, hogy a nyálkagombák képesek eligazodni a labirintusokban.                                                                                              |
| Közgazdaságtan    | Geoffrey Miller Joshua Tybur Brent Jordan                      | USA                  | Megállapításukért, miszerint a bártáncosnők ovulációjuk idején több pénzt keresnek.                                                                                          |
| Fizika            | Dorian Raymer                                                  | USA                  | Amiért bemutatta, hogy egy dobozba zárt haj és szőrcsomók mindig összegubancolódnak.                                                                                         |
| Kémia             | Sharee A. Umpierre                                             | Puerto Rico          | A kóla spermapusztító hatásának felfedezéséért. |
| Irodalom          | David Sims                                                     | USA                  | A szervezeteken belüli megbotránkoztatás élményének narratív felfedezése című munkájáért, amelynek alcíme: Te seggfej!                                                       |

### 2007
| Kategória      | Díjazott                                                  | Ország        | A díj indoklása |
| -------------- | --------------------------------------------------------- | ------------- | --- |
| Repüléstan     | Patricia V. Agostino Santiago A. Plano Diego A. Golombek  | Argentína     | Annak megállapításáért, hogy a hörcsögöknél a potencianövelő szerek csökkentik a biológiai óra hosszabb repülés okozta időeltolódását, vagyis a jetlaget.                                |
| Táplálkozástan | Brian Wansink                                             | USA           | Az emberi étvágyat vizsgáló kísérletéért, melyben a tálban levő levest egy rejtett csövön keresztül pótolta és ezzel kimutatta, hogy a feneketlen tálból kanalazók 70%-kal többet ettek. |
| Béke-díj       | Az amerikai légierő ohiói Wright Laboratóriumának tudósai | USA           | A „meleg-bomba” kutatásáért, amely az ellenséges katonákat ellenállhatatlanná teszi egymás számára.                                                                                      |
| Irodalom       | Glenda Browne                                             | USA           | A „the” szócska (határozott névelő az angol nyelvben) kutatásáért. |
| Közgazdaságtan | Kuo Cheng Hsieh (Hszie Kuo-Cseng)                         | Tajvan        | Olyan eszköz szabadalmaztatásáért, amely bankrabláskor hálót dob a rablókra. |
| Nyelvészet     | Juan Manuel Toro Josep B. Trobalon Nuria Sebastian-Galles | Spanyolország | Annak megállapításáért, hogy a patkányok képtelenek különbséget tenni a visszafelé beszélt holland és a visszafelé beszélt japán nyelv között.                                           |
| Orvostudomány  | Dan Meyer Brian Witcombe                                  | UK            | A kardnyelés mellékhatásainak kutatásáért. |
| Fizika         | L. Mahadevan Enrique Cerda Villablanca                    | USA · Chile   | A lepedők ráncolódásának tudományos leírásáért. |
| Kémia          | Jamamotó Maju                                             | Japán         | Amiért kimutatta, hogyan lehet vaníliaaromát szintetizálni tehéntrágyából. |
| Biológia       | Johanna E.M.H. van Bronswijk                              | Hollandia     | Amiért felmérte, hogy hány atka, rovar és egyéb állat található egy átlagos holland ágymatracban.                                                                                        |

### 2006
| Kategória      | Díjazott                                 | Ország        | A díj indoklása |
| -------------- | ---------------------------------------- | ------------- | --- |
| Madártan       | I.R. Schwab †P.R.A. May                  | USA           | Annak megfejtéséért, hogy a harkályok miért nem kapnak fejfájást                                                                                    |
| Táplálkozástan | W. Al-Houty F. Al-Mussalam               | Kuvait        | Megállapításukért, miszerint a ganajtúró bogár válogatós.                                                                                           |
| Béke-díj       | H. Stapleton                             | UK            | Egy riasztó kifejlesztéséért, amely csak a fiatalok által hallható hullámhosszon bocsát ki kellemetlen hangot, ezért alkalmas azok távol tartására. |
| Akusztika      | L. Harpern R. Blake J. Hillenbrand       | USA           | Kísérletsorozatukért, amellyel arra keresték a választ, hogy az emberek számára miért kellemetlen a táblán csikorgó körmök hangja.                  |
| Matematika     | N. Svenson P. Barnes                     | Ausztrália    | Annak kiszámításáért, hogy mennyi fényképet kell elkészíteni addig, amíg végre senki sem pislog a kattintás pillanatában.                           |
| Irodalom       | D. Oppenheimer                           | USA           | "Problémák a hosszú szavak kényszeres használatával" című művéért.                                                                                  |
| Orvostudomány  | F.M. Fesmire                             | USA           | "Az elállíthatatlan csuklás kezelése altesti masszázzsal" című esettanulmányáért.                                                                   |
| Orvostudomány  | M. Odeh H. Bassan A. Oliven              | Izrael        | "Az elállíthatatlan csuklás kezelése altesti masszázzsal" című művükért. (lásd még: egy sorral fentebb)                                             |
| Fizika         | B. Audoly S. Neukirch                    | Franciaország | Annak megállapításáért, hogy a száraz spagettitészta miért nem törik két egyenlő részre.                                                            |
| Kémia          | A. Mulet J.J Benmedito J. Bon C. Roselló | Spanyolország | "Az ultrahang terjedési sebessége cheddar-sajtban a hőmérséklet függvényében" című kutatásukért.                                                    |
| Biológia       | B. Knolls R.d. Jong                      | Hollandia     | Megállapításukért, miszerint a nőstény maláriaszúnyogot ugyanúgy vonzza a limburgi sajt szaga, mint az emberi lábé.                                 |

### 2005
| Kategória       | Díjazott                                | Ország                     | A díj indoklása |
| --------------- | --------------------------------------- | -------------------------- | --- |
| Agrár- történet | J. Watson                               | Új-Zéland                  | "Mr. Richard Bucklex robbanó nadrágjainak jelentősége" című munkájáért. |
| Fizika          | J.Mainstone †T. Parnell                 | Ausztrália                 | A két úr 1927 óta zajló kísérletével sikeresen bizonyította, hogy az első pillantásra szilárdnak tűnő feketekátrány-tömb valódi halmazállapota folyékony. (A lyukas lemezre helyezett kátránytömb lassan csepeg. Egy csepp leesési ideje átlagosan 9 év.) |
| Gyógyászat      | G. A. Miller                            | USA                        | A három méretben és keménységben kapható kutyahere-protézis megalkotásáért. |
| Irodalom        | A nigériai banklevél írók               | Nigéria                    | Azért a számtalan szívszorító történetért, amelyet a különböző írói álnevek mögé rejtező nigériai (élet)művészek írtak. |
| Béke-Díj        | C. Rind P. Simmons                      | UK                         | A Star Wars filmeket néző sáskák agyi tevékenységének vizsgálatáért. |
| Gazdaságtan     | G. Nanda                                | USA                        | Az ébresztéskor menekülő és elbújó ébresztőóra feltalálásáért, amellyel segíti a munkavállalókat, hogy időben fel tudjanak kelni. |
| Kémia           | E. Cussler B.Gettelfinger               | USA                        | Azért a hosszadalmas és elmélyült kísérletekért, amelyben arra a kérdésre keresték a választ, hogy az ember szörpben vagy pedig vízben képes-e gyorsabban úszni.                                                                                          |
| Biológia        | B. Smith C. Williams M. Tyler Y. Hasaka | Ausztrália                 | 131 különböző békafaj stressz kiváltásakor termelt váladékának végigszaglászásáért és katalogizálásáért. |
| Táplálkozástan  | Nakamacu J.                             | Japán                      | Az általa az elmúlt 34 évben elfogyasztott mindennemű húsféleség lefényképezéséért és vizsgálatáért. |
| Folyadéktan     | Meyer-Rochov Gál József                 | Németország · Magyarország | A pingvinek ürítéskor fellépő végbélnyomásának megállapításáért, amelyet a pingvinürülék állagából és az általa leírt röppályából számoltak ki. |

### 2004
| Kategória        | Díjazott                                                              | Ország                   | A díj indoklása |
| ---------------- | --------------------------------------------------------------------- | ------------------------ | --- |
| Orvostudomány    | S. Stack J. Gundlach                                                  | USA                      | A country-zene öngyilkosokra gyakorolt hatásának vizsgálatáért. |
| Fizika           | R.Balasubramaniam M. Truvey                                           | Kanada · USA             | A hulla-hopp dinamikájának és törvényszerűségeinek kutatásáért. |
| Nép- egészségügy | J. Clarke                                                             | USA                      | Az ún. 5 másodperces szabály vizsgálatáért és cáfolatáért. (Ha a koszos padlóra hullott ételt 5 másodpercen belül felvesszük, akkor az még mosás nélkül fogyasztható, hiszen a kevés padlón töltött idő alatt még nem kerülhettek át rá a kórokozók.) |
| Kémia            | Coca-Cola                                                             | UK                       | A Coca Cola Company nagy-britanniai leányvállalatának a Dasani ásványvíz létrehozásáért, amely egyszerű Temze-víz volt, csak éppen annál sokkal több káros sót tartalmazott.                                                                          |
| Technika         | D. J. Smith †F. J. Smith                                              | USA                      | A paróka, mint újítás sikeres levédetéséért. |
| Irodalom         | Amerikai Nudizmus Kutató Könyvtár                                     | USA                      | A nudizmus történetének kutatásáért. |
| Lélektan         | D. Simons C. Chabris                                                  | USA                      | Annak felfedezéséért, hogy ha az emberek figyelmüket valamire összpontosítják, akkor képesek átsiklani bármi másnak a látványa fölött. |
| Gazdaságtan      | Vatikán állam                                                         | Vatikán                  | A misék indiai kiszervezéséért. |
| Béke-díj         | Inoue D.                                                              | Japán                    | A karaoke felfedezéséért, amely megtanítja az embereket egymás elviselésére. |
| Biológia         | B. Wilson L. Dill R. Batty M. Whalberg Svéd Nemzeti Halászati Hatóság | USA · Dánia · Svédország | Annak felfedezéséért, hogy a heringek szellentés útján kommunikálnak. |

### 2003
| Kategória          | Díjazott                                                                                | Ország            | A díj indoklása |
| ------------------ | --------------------------------------------------------------------------------------- | ----------------- | --- |
| Műszaki tudományok | †J. P. Stapp †A.E. Murphy G. Nichols                                                    | USA               | Murphy törvényének 1949-es felfedezéséért. (Ha két út van és az egyik katasztrófához vezet, biztosan lesz egyvalaki, aki azon megy végig. Más szavakkal: AMI ELROMOLHAT, AZ EL IS ROMLIK!)                                                      |
| Fizika             | J. Harvey J. Culvenor W. Payne S. Cowley M. Lawrance D. Stuart R. Williams              | Ausztrália        | "A birka különböző felszíneken való elvontatásához szükséges erők analízise" című munkájukért |
| Gyógyítás          | E. Maguire E. Maguire D. Gadian I. Johnsrude C. Good J. Ashburner R.Frackowiak C. Frith | UK                | Kutatásukért, mellyel sikerült kimutatniuk, hogy a londoni taxisofőrök hippokampusza fejlettebb a nem taxisofőr londoniakénál. |
| Lélektan           | G.V. Cappara C. Barbaranelli P. Zimbardo                                                | Olaszország · USA | "A politikusok egyedülállóan egyszerű személyisége" című művükért. |
| Kémia              | Hirosze J.                                                                              | Japán             | A Kanazava japán városban álló bronz emlékmű elkészítéséért, amely elriasztja a galambokat. |
| Irodalom           | J. Trinkaus                                                                             | USA               | Az őt zavaró több mint 80 mindennapi esemény részletes elemzéséért. (Pl.: Mennyi autóvezető nem áll meg teljesen a stoptáblánál.) |
| Gazdaságtan        | K. Schwärtzler és Liechtenstein állam polgárai                                          | Liechtenstein     | Amiért lehetővé tették, hogy Liechtenstein állam egész területét esküvők, születésnapi bulik vagy körmenetek számára vegyék bérbe. |
| Béke-díj           | L. Bihari                                                                               | India             | Háromszoros díj az alábbi indokokkal: 1. Aktív életviteléért, amit annak ellenére folytat, hogy hivatalosan halott. 2. Kampányáért, melyet hozzátartozók és a bürokrácia mohósága ellen folytat. 3. A Halott Emberek Társasága megalapításáért. |
| Biológia           | C.W. Möliker                                                                            | Hollandia         | A hím vadkacsák homoszexuális nekrofiliájáról szóló úttörő tudósításáért. |

### 2002
| Kategória          | Díjazott                                 | Ország        | A díj indoklása |
| ------------------ | ---------------------------------------- | ------------- | --- |
| Biológia           | N. Bubier C. Paxton P. Bowers C. Deeming | UK            | "A farmokon élő struccok emberek felé irányuló udvarlási szokásai Nagy-Britanniában" című tanulmányukért. |
| Fizika             | A. Leinke                                | Németország   | Sikeresen demonstrálta hogy a sörhab engedelmeskedik az exponenciális bomlástörvénynek. (A 2007-es fizika emelt szintű érettségin tételben szerepelt ennek vizsgálata.) |
| Általános tudomány | K Kruszelnicki                           | Ausztrália    | Az emberi köldökszöszről írt nagyszerű művéért. |
| Kémia              | T. Gray                                  | USA           | A periódusos rendszer elemeinek begyűjtéséért, illetve egy periódusos asztal megalkotásáért. |
| Matematika         | KP Sreekumar †G. Nirmalan                | India         | "Az indiai elefántok teljes felszínének becslése" című művükért. |
| Irodalom           | V. Gier D. Kreiner                       | USA           | "A szövegben sorkihúzóval előre kiemelt részek hatása az olvasás-értésre" című színes irományukért. |
| Béke-díj           | Szato K. Szuzuki M. Kogure N.            | Japán         | A számítógépes kutya – ember fordítógép megalkotásáért, amellyel nagy mértékben hozzájárultak a fajok közötti megértéshez. |
| Higiénia           | E. Segura                                | Spanyolország | A kutya- és macskamosó-gép feltalálásáért. |
| Gazdaságtan        | Nemzetközi nagyvállalatok                |               | Az Enron, Adelphia, Cendant, CMS Energy, Duke Energy, Dynegy, Global Crossing, INFORMIX, Kmart, McKessonHBOC, Merril Lynch, Merck, Peregrine Systems, Qwest Communications, Reliant Resources, Rent Way, Rite Aid, Sunbeam, Tyco, Waste Management, MCI Worldcom, Xerox, Arthur Andersen (valamennyien ), Lernout & Hauspie (), Nemzetközi Kereskedelmi és Hitelbank (), Gazprom (), HIH Insurance () illetve a Maxwell Communications () cégek ügyvezetőinek, igazgatóinak és könyvelő munkatársainak a kreatív könyvelés "sikeres" alkalmazásáért. |
| Orvostudomány      | C. McManus                               | UK            | "A nemi szervek aszimmetriája a férfiakon és az antik szobrokon" című művéért. |

### 2001
| Kategória        | Díjazott                    | Ország       | A díj indoklása |
| ---------------- | --------------------------- | ------------ | --- |
| Orvostudomány    | P. Brass                    | Kanada       | "A lezuhanó kókuszdiók által okozott sérülések" című munkájáért.                                                            |
| Fizika           | D. Schmidt                  | USA          | A "Miért befelé lebeg a zuhanyzófülke műanyagfüggönye zuhanyzás közben?" kérdés részben sikeres megválaszolásáért.          |
| Biológia         | B. Weimer                   | USA          | A behelyezhető aktív szénszűrővel ellátott fehérnemű feltalálásáért, amely megakadályozza a kellemetlen szagok kiáramlását. |
| Gazdaságtan      | J. Slemrod W. Kopczuk       | USA · Kanada | Következtetésükért, miszerint az emberek elhalasztják halálukat, ha ezáltal kevesebb lesz a fizetendő örökösödési adó.      |
| Irodalom         | J. Richards                 | UK           | A Félidézőjel Védő Egyesület megalapításáért.                                                                               |
| Lélektan         | L. Sherman                  | USA          | "Tanulmány az iskola előtt álló gyermekek együttérző-képességéről" című munkájáért.                                         |
| Asztrofizika     | I. v. Impe R. v. Impe       | USA          | Felfedezésükért, miszerint egy fekete lyuk minden szempontból megfelelő hely a pokol számára.                               |
| Béke-díj         | V. Malinauskus              | Litvánia     | A Sztálin Világa nevű mutatványpark megalapításáért.                                                                        |
| Technika         | J. Keogh                    | Ausztrália   | A kerék 2001. évi szabadalmaztatásáért.                                                                                     |
| Technika         | Ausztrál Szabadalmi Hivatal | Ausztrália   | A kerék szabadalmi és védelmi jogának bejegyzéséért.                                                                        |
| Köz- egészségügy | C. Andrade B.S. Srihari     | India        | Kutatásuk eredményéért, miszerint az orrtúrás a fiatalok között a legelterjedtebb.                                          |

### 2000
| Kategória         | Díjazott                                      | Ország            | A díj indoklása |
| ----------------- | --------------------------------------------- | ----------------- | --- |
| Lélektan          | D.Dunning J. Krueger                          | USA               | "Fogalmunk sincs róla, hogyan vezet az énképünk leértékelődéséhez a hozzá nem értésünk észlelése" című alapos dolgozatukért.            |
| Irodalom          | Jasmuheen (régebben: E. Grave)                | Ausztrália        | "Élet a fényben" című munkájáért, melyben megállapítja, hogy néhány ember akkor is táplálékot vesz magához, amikor egyáltalán nem éhes. |
| Fizika            | A. Geim M. Berry                              | Hollandia · UK    | Egy béka mágneses erőtér segítségével kivitelezett lebegtetéséért.                                                                      |
| Biológia          | R. Wasserung                                  | USA               | "A Costa Rica-i száraz évszak ebihalainak összehasonlítása ízük alapján" című munkájáért.                                               |
| Kémia             | D. Marazziti A. Rossi B. Cassano S. Akiskal   | Olaszország · USA | Felfedezésükért, miszerint a biokémiai szempontból a szerelem nem különböztethető meg a pszichés kényszerképzetektől.                   |
| Gazdaságtan       | Mun Szonmjong                                 | Korea             | Az "esküvőipar" sikeres felfuttatásáért.                                                                                                |
| Orvostudomány     | W. Schultz P. v. Andel E. Mooyaart I. Sabelis | Hollandia         | "A férfi és a női nemi szervek tomográfos vizsgálata a közösülés ideje alatt" című izgalmas munkájukért.                                |
| Informatika       | C. Niswander                                  | USA               | Egy számítógépes program kifejlesztéséért, amely felismeri ha egy macska átfut a billentyűzeten.                                        |
| Béke-díj          | Királyi Haditengerészet                       | UK                | Őfelsége Haditengerészetének azért a parancsért, hogy – a lőszerrel való spórolást elősegítendő – ezentúl hangos "BANG"-et kiáltsanak.  |
| Egészség- védelem | J. Wyatt G.McNaughton W. Tullet               | UK                | "WC-k összeomlása Glasgow-ban" című riasztó végkicsengésű tudósításukért.                                                               |

### 1999
| Kategória                 | Díjazott                   | Ország     | A díj indoklása |
| ------------------------- | -------------------------- | ---------- | --- |
| Szociológia               | S. Penfold                 | Kanada     | A kanadai sütiboltok társadalomrajzával kapcsolatos téziseiért, melyeket PhD-dolgozatában hozott nyilvánosságra. |
| Fizika                    | Dr. L Fisher               | Ausztrália | A kekszek ideális mártogatási képletének kidolgozásáért. |
| Fizika                    | Prof. J.M. Vanden-Brock    | Belgium    | A nem csepegő öntőcsőrű teáskanna megalkotásáért. |
| Irodalom                  | Brit Szabványintézet       | UK         | A tea szabványszerű felforralásának 6 oldalon át sorolt követelményrendszeréért. |
| Tudományos oktatás        | Kansas és Colorado államok | USA        | Az államok oktatásügyi bizottságainak azon ajánlásáért, melyben kifejtették, hogy Darwin evolúciós elméletét sem szabad a diákoknak jobban elhinni, mint Newton gravitációs és Faraday elektromágnesességgel kapcsolatos téziseit, vagy például Pasteur tételét a betegségeket terjesztő baktériumoktól. |
| Orvostudomány             | Dr. A. Vatle               | Norvégia   | A páciensei által leadott vizeletminták éveken át tartó gondos gyűjtéséért, osztályozásáért és gondozásáért. |
| Kémia                     | Makino T.                  | Japán      | A félrelépéseket leleplező "S-spray" kifejlesztéséért, melyet a háziasszonyok férjük használt alsónadrágjába fújván győződhetnek meg életük párjának hűségéről. |
| Biológia                  | Dr. P. Bossland            | USA        | Az íz nélküli csilipaprika kinemesítéséért. |
| Környezetvédelem          | H. Kwon                    | Korea      | Az önmagát illatosító utcai ruha feltalálásáért. |
| Béke-díj                  | C. Fourie M. Wong          | Dél-Afrika | A lángszórós autólopásgátló feltalálásáért. |
| Gyógyászati felszerelések | †C. Blonsky                | USA        | A szülést megkönnyítő speciális asztal kifejlesztéséért. (A vajúdó anyát egy kör alakú asztalra helyezik, amely a szülés megindulásakor nagy sebességgel forogni kezd.) |

### 1998
| Kategória           | Díjazott                                                                 | Ország            | A díj indoklása |
| ------------------- | ------------------------------------------------------------------------ | ----------------- | --- |
| Biztonság- technika | T. Hurtubise                                                             | USA               | A grizzlymedvék ellen védő ruha megalkotásáért illetve személyes kipróbálásáért. |
| Biológia            | P. Fong                                                                  | USA               | A kagylók életörömének fokozásáért, melyet antidepresszánsok beadásával ért el. |
| Béke-díj            | A.B. Vajpayee és N. Sharif                                               | India · Pakisztán | India és Pakisztán miniszterelnöke megosztva részesült a díjban, melyet – az országaikban található nyomort is bízvást enyhítő – kísérleti atomrobbantásokkal érdemeltek ki. |
| Távközlés           | J. Benveniste                                                            | Franciaország     | A professzor másodszor részesült díjban a vízzel kapcsolatos kutatásaiért. Ezúttal az új felfedezéséért kap díjat, miszerint a víz nem csak emlékezőképességgel bír, hanem a benne lévő információt telefonvonalon vagy a világhálón keresztül továbbítani is tudja. (Lásd még: 1991) |
| Szakképzés          | D. Krieger                                                               | USA               | Az amerikai professzorasszonynak a nagyszerű terápiás módszer bevezetéséért, melyben a kórházi nővérek úgy kerülik el pácienseik energiamezejének megzavarását, hogy kerülnek bármely testi kontaktust a beteggel.                                                                    |
| Statisztika         | J. Bain K. Siminovsky                                                    | Kanada · USA      | Nagyszerű és alapos munkájukért melyet „A testmagasság, a péniszhossz és a lábméret közötti összefüggések” címmel jelentettek meg. |
| Fizika              | D. Chopra                                                                | USA               | A kvantumfizika és a mindennapi élet, a szabadság és a gazdasági siker közötti összefüggések egyedülálló módon történő bemutatásáért. |
| Gazdaságtan         | R. Seed                                                                  | USA               | A gazdaság fellendítésére tett erőfeszítéseiért, önmaga és más emberi lények klónozása révén. |
| Orvostudomány       | Ismeretlen brit beteg és orvosai: C. Mills M. Llewelyn D. Kelly P. Holt. | UK                | Közösen készített esettanulmányukért: "Az ember akinek szálka ment az ujjába és ezután 5 évig büdöset érzett". |
| Irodalom            | Dr. M. Sidoli                                                            | USA               | "A szellentés, mint a kimondhatatlan rettegés elleni védekezés" című művéért. |

### 1997
| Kategória     | Díjazott                                   | Ország                     | A díj indoklása |
| ------------- | ------------------------------------------ | -------------------------- | --- |
| Orvostudomány | Jagju T. és kollégái                       | Svájc · Japán · Csehország | A különböző ízű rágógumik fogyasztása által kiváltott agyhullámok vizsgálatáért.                                                                                                 |
| Rovartan      | R. Matthews                                | USA                        | A "Szmötyi a kocsidon" című dolgozatáért, melyben a rovarok "szélvédőtűrő-képességét" vizsgálta.                                                                                 |
| Csillagászat  | R. Hoagland                                | USA                        | A Hold és a Mars felszínén lévő mesterséges struktúrák azonosításáért, kiváltképp a Mars felszínén lévő emberi arc, illetve a 16 kilométer magas holdbéli épület felfedezéséért. |
| Távközlés     | S. Wallance                                | USA                        | A philadelphiai Cyber Promotions elnökének, akit senki sem tudott az elektronikus reklámlevelek küldözgetésétől eltántorítani.                                                   |
| Fizika        | J. Bockris                                 | USA                        | A hidegfúzió és az aranycsinálás területén elért nagyszerű eredményeiért, illetve a háztartási hulladék elektromos meggyújtásának feltalálásáért.                                |
| Irodalom      | D. Witztum E. Rips Y. Rosenberg M. Drosnin | Izrael · USA               | A Bibliában található titkos kódok felfedezéséért és visszafejtéséért. |
| Orvostudomány | C.J. Charnetski F.X. Brennan J.F. Harisson | USA · Kanada               | Felfedezésükért, miszerint az áruházakban áradó háttérzene hallgatása fokozza a szervezet immunglobulin-A termelését, ezáltal véd a megfázástól.                                 |
| Gazdaságtan   | Jokoi A. Maita A.                          | Japán                      | A Tamagocsi feltalálásáért, amellyel sikeresen lehet redukálni a valóban munkával töltött időt.                                                                                  |
| Béke-díj      | H. Hillman                                 | USA                        | Az "A különböző kivégzési módszerek alkalmazása során fellépő fájdalmak" című dolgozatáért.                                                                                      |
| Meteorológia  | B. Vonnegut                                | USA                        | Nagyszerű munkájáért, melyet "A csirkék tollhullása, mint a tornádó szélerejének meghatározására alkalmas eszköz" címmel tett közkinccsé.                                        |

### 1996
| Kategória        | Díjazott                                                                   | Ország              | A díj indoklása |
| ---------------- | -------------------------------------------------------------------------- | ------------------- | --- |
| Biológia         | A. Barheim H. Sandvik                                                      | Norvégia            | Nagyszerű tudósításukért a fokhagymának, a savanyú tejszínnek illetve a középbarna sörnek a piócák étvágyára gyakorolt hatásáról.                       |
| Orvostudomány    | J. Johnston J. Tadde A. Tisch W.Campbell A.Horrigan S.Johnston †T.Sandefur | USA                 | Az amerikai dohányipari lobbi alkalmazottainak az amerikai kongresszus előtt ismertetett felfedezésükért, miszerint a nikotin nem okoz függőséget.      |
| Fizika           | R. Matthews                                                                | UK                  | A birminghami Aston Egyetem kutatója Murphy "vajaskenyér törvényének" vizsgálata miatt részesült a díjban.                                              |
| Béke-díj         | J. Chirac                                                                  | Franciaország       | A hirosimai atomtámadás évfordulóján elvégeztetett nukleáris kísérleti robbantásért.                                                                    |
| Köz- egészségügy | E. Kleist H. Hoi                                                           | Grönland · Norvégia | A „Tripper átadása felfújható szexbabák útján” című vizsgálatukért.                                                                                     |
| Kémia            | G. Goble                                                                   | USA                 | A grillsütő rekordidejű begyújtásához szükséges módszer kidolgozásáért. (Faszén és folyékony oxigén felhasználásával mindössze 3 mp kell a művelethez.) |
| Biodiverzitás    | Okamura Cs.                                                                | Japán               | A 0,25 milliméternél is kisebb, mára már teljesen kihalt dinoszaurusz-, ló-, sárkány- és hercegnőfajok fosszíliáinak felfedezéséért.                    |
| Irodalom         | A Social Text szerkesztősége                                               | USA                 | Alan Sokal beugrató írásának publikálásáért, melyet teljesen félreértettek. Az írásból kiderül, hogy a valóság nem létezik.                             |
| Gazdaságtan      | R. j. Genco                                                                | USA                 | Tanulmányáért, melyben megállapítja, hogy a pénzügyi problémák jelentős kockázati tényezőt jelentenek a fogak egészsége számára.                        |
| Művészet         | D. Featherstone                                                            | USA                 | A rózsaszín műanyag flamingók feltalálásáért. |

### 1995
| Kategória        | Díjazott                                     | Ország           | A díj indoklása |
| ---------------- | -------------------------------------------- | ---------------- | --- |
| Táplálkozástan   | J. Martínez                                  | USA              | A méregdrága Kopi Luwak kávéért, amelyet a cibetmacskafélék családjába tartozó közönséges pálmasodró által elfogyasztott, félig megemésztett, majd az állat ürülékéből összeszedett kávébabokból pörköltek.                                                                            |
| Fizika           | D. Georget R. Parker A. C. Smith             | UK               | A "Víztartalom hatása a reggeli gabonapelyhek tömörödésére" című nélkülözhetetlen tanulmányukért. |
| Gazdaságtan      | N. Leeson                                    | UK               | Annak bemutatásáért, hogy minden pénzintézet lehetőségeinek megvan a határa. (Leeson szerencsétlen manővereivel csődbe vitte az 1717 óta működő Barings Bankot, amiért a szingapúri bíróság letöltendő börtönbüntetéssel sújtotta.)                                                    |
| Orvostudomány    | M.E. Buebel, D. Shannahoff-Khalsa M.R. Boyle | USA              | A "Kényszeres orrtúrás hatása a személy tudatára" című tanulmányukért. |
| Irodalom         | D. B. Busch, J. R. Starling                  | USA              | "Idegen testek a bélrendszerben: riport és részletes elemzés a világ irodalmáról" című kötetükért. (A kötet mellékletként egyebek mellett hét villanykörtét, egy késélezőt, két vakut, egy adag dohányt, egy olajoskannát, illetve gyümölcsöket és egyéb élelmiszereket is tartalmaz.) |
| Béke-díj         | A taiwani parlament                          | Tajvan           | A Kínai Köztársaság parlamentjének annak demonstrálásáért, hogy a politikusok minél többször verekednek egymással, annál kevésbé akarnak háborút kezdeni más nemzetek ellen. |
| Lélektan         | Vatanabe S. Vakita M. Szakamoto Dzs.         | Japán            | A japán kutatóknak, mivel sikeresen tanították meg galamboknak Picasso és Claude Monet műveinek megkülönböztetését. |
| Köz- egészségügy | M. K. Bakkevig, Ruth Nielson                 | Norvégia · Dánia | "A nedves fehérnemű hatása a test hőszabályozására és a termikus komfortérzetre a hidegben" című publikációjukért. |
| Fogorvoslás      | R. H. Beaumont                               | USA              | "A páciensek a viaszos vagy a viasz nélküli fogselymet részesítik előnyben?" című tanulmányáért. |
| Kémia            | B. Pakzad                                    | USA              | DNS-kölni és DNS-parfüm megalkotásáért, amelyeket egy hármas spirál alakú tégelyben árult. |

### 1994
| Kategória     | Díjazott                                             | Ország    | A díj indoklása |
| ------------- | ---------------------------------------------------- | --------- | --- |
| Biológia      | B .Sweeney, B. Krafte-Jacobs J. W. Britton W. Hansen | USA       | Úttörő jellegű tanulmányukért (A székrekedéses katona: előfordulás a külföldön állomásozó csapatoknál), illetve a belek mozgási frekvenciájának meghatározásáért. |
| Béke-díj      | J. Hagelin                                           | USA       | A Maharishi Egyetem kutatójának becsléséért, mely szerint 4000 kiképzett meditáló a Washington DC-ben előforduló erőszakos bűncselekmények számát 18%-kal lenne képes csökkenteni. |
| Orvostudomány | Névtelen beteg                                       | USA       | A csörgőkígyója által megharapott egykori katonának a következő gyógymód feltalálásáért: Elektromos autóindító kábeleket az ajkakra csíptetni, majd a motort 3000 fordulat/perc teljesítményre felpörgetni.                                                                            |
| Orvostudomány | Dr. R. A. Gustafson Dr. Richard C. Dart              | USA       | Az "Elektrosokk terápia kudarca a csörgőkígyó-marás kezelésében" című művükért |
| Állattan      | R. A. López                                          | USA       | A macskák fülében élő bolhák eltávolításáért, illetve azok saját fülébe való behelyezéséért, a hatások megfigyeléséért. |
| Lélektan      | L. K. Yew                                            | Szingapúr | Szingapúr korábbi miniszterelnökének harminc éven át tartó tanulmányaiért, melyek során a rágógumizás, galambetetés és a köpködés tilalmának emberekre gyakorolt hatását vizsgálta. |
| Irodalom      | R. Hubbard                                           | USA       | A Szcientológia alapítójának Dianetika című könyvéért, amely rendkívül hasznos mű az egész emberiség számára, de neki mindenképpen. |
| Kémia         | B. Glasgow                                           | USA       | Texas állam szenátorának a kábítószer-ellenes törvény azon fejezetéért, melyben kötelezővé teszi a főzőpoharak, kémcsövek, petri-csészék, és minden más laboratóriumi kellék eladásának bejelentését.                                                                                  |
| Gazdaságtan   | J. P. Davila                                         | Chile     | A chilei Codelco vállalat pénzügyi guruja az értékpapír kereskedelmi tevékenysége során vételkor a számítógép "ELAD" gombját nyomkodta, majd hibájának észlelésekor "kármentésbe" kezdett. Tevékenysége egyetlen nap alatt a chilei nemzeti össztermék (GDP) 0,5%-os zuhanását okozta. |
| Matematika    | Alabamai Déli Baptista Egyház                        | USA       | Az Alabama államból bűnbánat hiányában pokolra jutó lakosság megyénkénti létszámának kiszámításáért. |

### 1993
| Kategória     | Díjazott                    | Ország                         | A díj indoklása |
| ------------- | --------------------------- | ------------------------------ | --- |
| Lélektan      | J. Mack                     | USA                            | Megállapításáért, miszerint a földön kívüliek által végrehajtott emberrablások célja gyermekek létrehozása. |
| Marketing     | R. Popeil                   | USA                            | A késő esti reklámadásokban nyújtott teljesítményéért, illetve az ipari forradalom újradefiniálásáért olyan nagyszerű termékekkel, mint például a főtt tojást a héján belül felaprító szerkezet.                                                       |
| Biológia      | P. Williams K. Newel        | USA · Nagy-Britannia           | "A megkocsikáztatott házidisznók szalmonella-kiválasztása" című művükért. |
| Gazdaságtan   | R. Batra                    | USA                            | A Déli Metodista Egyetem szerzője, "A nagy hanyatlás 1990" illetve a "Nagy hanyatlás túlélése 1990" című műveinek megalkotásáért és eladásáért, amellyel a világméretű gazdasági összeomlást kívánta megakadályozni.                                   |
| Béke-díj      | Pepsi Cola                  |                                | A Pepsi Cola fülöp-szigeteki leányvállalatának egy verseny nyerőszámainak hibás bemondásáért, mely miatt az ország történetében először 800 ezer fős csalódott tömeg randalírozott az utcákon és még a régóta ellenségeskedő csoportok is összefogtak. |
| Látszerészet  | J. Schiffman                | USA                            | Az Autovision megalkotásáért, amely lehetővé teszi, hogy használója egy időben vezethessen autót és nézhessen TV-t, illetve Michigan államnak, amely az USA-n belül egyedüliként lehetővé tette ennek használatát.                                     |
| Kémia         | J. Campbell G. Campbell     | USA                            | A magazinok oldalait illatosító csíkok feltalálásáért. |
| Irodalom      | E. Topol és 975 szerzőtársa | USA · EU · Izrael · Ausztrália | Cikkük publikálásáért egy orvosi szaklapban, melynek ily módon százszor több szerzője volt, mint oldala. |
| Fizika        | C.L. Kervran                | Franciaország                  | Következtetéséért, amely szerint a csirketojás héjában található kalcium egy ún. hidegfúziós folyamat során jön létre. |
| Matematika    | R. Faid                     | USA                            | Megállapításáért, miszerint 1 a 710 609 175 188 282 000-hez az esélye annak, hogy Gorbacsov az Antikrisztus. |
| Orvostudomány | F. Nolan és társai          | USA                            | A "Cipzár által becsípett péniszek kezelése" című munkájukért. |

### 1992
| Kategória     | Díjazott                                           | Ország         | A díj indoklása |
| ------------- | -------------------------------------------------- | -------------- | --- |
| Orvostudomány | Fukunda M., Kanda F. Nakata O. Nakajima K. Ohta T. | Japán          | A jokohamai Siszedo Kutatóközpont kutatóinak, az "Emberi lábszag kialakulásáért felelős kémiai összetevők" című cikkükért.                                   |
| Régészet      | Eclaireurs de France                               | Franciaország  | A protestáns ifjúsági egyesület falfirkaellenes kommandójának a franciaországi Bruniquel község közelében lévő barlang ősi falfestményeinek eltávolításáért. |
| Gazdaságtan   | Lloyd's Bankház, London                            | Nagy-Britannia | A bankház befektetőinek, amiért okos tevékenységükkel biztosították a 300 éves pénzintézet csődjét.                                                          |
| Biológia      | C. Jacobson                                        | USA            | Egyszerű, spermabankok számára kidolgozott "egykezes minőség-ellenőrzési módszeréért".                                                                       |
| Kémia         | I. Bassa                                           | USA            | A világoskék zselatin megalkotásáért. |
| Fizika        | D. Chorley D. Bower                                | Nagy-Britannia | Az angliai gabonakörökhöz való tevőleges hozzájárulásukért.                                                                                                  |
| Béke-díj      | D. Gates                                           | USA            | „Nagyszerű módszeréért, mellyel képes volt valóban összehozni az embereket”.                                                                                 |
| Irodalom      | J. Strucskov                                       | Oroszország    | A Moszkvai Nyelvtudományi Intézet munkatársának az 1981 és 1990 között publikált 981 tudományos munkájáért. (3,9 nap/publikáció)                             |
| Művészet      | J. Knowlton                                        | USA            | Klasszikus anatómia-poszteréért, melynek címe: "Péniszek az állatvilágban."                                                                                  |
| Művészet      | Nemzeti Művészeti Alapítvány                       | USA            | Jim Knowlton munkásságának támogatásáért illetve a "Péniszek az állatvilágban" című munka könyvben való megjelentetéséért.                                   |

### 1991
| Kategória     | Díjazott          | Ország        | A díj indoklása |
| ------------- | ----------------- | ------------- | --- |
| Kémia         | J. Benveniste     | Franciaország | Kutatása eredményéért, miszerint a víz egy intelligens folyadék. Demonstrálta, hogy a víz hosszú idő után is képes események felidézésére, amikor az esemény kiváltotta hatások már elmúltak. |
| Orvostudomány | A. Kligerman      | USA           | A szellentésért felelős bélgázok fejlődését megakadályozó cseppek kifejlesztéséért. |
| Oktatás       | D. Quayle         | USA           | Munkájáért, amellyel demonstrálta, hogy tényleg fontos lenne az oktatás. (Az Egyesült Államok alelnökeként nemzetközi nevetség tárgyává vált.)                                                |
| Biológia      | R.K. Graham       | USA           | A csak Nobel-díjas kutatóktól és olimpiai bajnokoktól "betétet gyűjtő" spermabank megalapításáért.                                                                                            |
| Gazdaságtan   | M. Milken         | USA           | A kiemelt kockázatú részvények piacának kitalálásáért és az ott folytatott tevékenységéért. (Melyet a bíróság 10 éves börtönbüntetés kiszabásával díjazott.)                                  |
| Irodalom      | Erich von Däniken | Svájc         | Az emberi civilizáció földön kívüli űrhajósok hatására történt kifejlődésének történetéért.                                                                                                   |
| Béke-díj      | Teller Ede        | Magyarország  | A hidrogénbomba és a csillagháborús terv kitalálásáért, illetve egész életén át tartó munkásságáért, amivel megváltoztatta az emberiség békével kapcsolatos gondolatait.                      |